# Podevčevo
Podevčevo is een plaats in de gemeente Novi Marof in de Kroatische provincie Varaždin. De plaats telt 806 inwoners (2001).